# 阿里·阿萨德
阿里·阿萨德（阿拉伯语：‎；1993年1月19日—），是出生于巴林的卡塔尔足球运动员，司职中场。现效力于卡塔尔星级足球联赛俱乐部萨德，同时也代表卡塔尔国家足球队。

## 荣誉

### 俱乐部
萨德
- 卡塔尔星级足球联赛冠军：2012/13赛季、2018/19赛季、2020/21赛季、2021/22赛季
- 科威特王儲盃亚军：2012、2013
- 卡塔爾酋長盃冠军：2014、2014、2017、2020、2021
- 卡塔爾盃冠军：2017、2020、2021
- 卡塔爾星盃冠军：2010、2019/20赛季
- 亚洲足联冠军联赛冠军：2011
- 国际足联俱乐部世界杯季军：2011

### 国家队
卡塔尔B队
- 西亞足球錦標賽冠军：2014

卡塔尔
- 阿拉伯海灣盃冠军：2014
- 國際足協阿拉伯盃季军：2021